# 布莱克·惠勒
布莱克·惠勒（英語：Blake Wheeler，1986年8月31日—），美国男子冰球运动员，场上位置是前锋。他曾代表美国国家队参加2014年冬季奥林匹克运动会冰球比赛，获得第四名。